# ايندبندنس (نيويورك)
ايندبندنس (بالإنجليزية: Independence, New York)‏ هي بلدة أمريكية تقع في الولايات المتحدة في مقاطعة ألليغاني، نيويورك. يقدر عدد سكانها بـ 1,167 نسمة ومساحتها 89.3 كم2 وترتفع عن سطح البحر 660 متر.